# Neocorynura panamensis
Neocorynura panamensis är en biart som beskrevs av Engel 1997. Neocorynura panamensis ingår i släktet Neocorynura och familjen vägbin. Inga underarter finns listade i Catalogue of Life.